# Creoleon elegans
Creoleon elegans is een insect uit de familie van de mierenleeuwen (Myrmeleontidae), die tot de orde netvleugeligen (Neuroptera) behoort. 
Creoleon elegans is voor het eerst wetenschappelijk beschreven door Hölzel in 1968.